# Любимовка (Большесолдатский район)
Любимовка — село в Большесолдатском районе Курской области. Административный центр Любимовского сельсовета.

## География
Село находится на реке Реут, в 45 километрах к юго-западу от Курска, в 21 километрах к северо-востоку от районного центра — села Большое Солдатское.
Улицы
В селе улицы: 50 лет Победы, Переулок Геннадия Мосолова, Железнодорожная, Заводская, Ленина, Луговая, Майский переулок, Мира, Молодёжная, Раздольная, Школьная, 1-я Рабочая, 2-я Рабочая, 3-я Рабочая, 1-й Парковый переулок, 2-й Парковый переулок.
Климат
В селе Любимовка умеренный (влажный) континентальный климат без сухого сезона с тёплым  летом (Dfb в классификации Кёппена).
| Показатель                                                                  | Янв. | Фев. | Март | Апр. | Май  | Июнь | Июль | Авг. | Сен. | Окт. | Нояб. | Дек. | Год  |
| --------------------------------------------------------------------------- | ---- | ---- | ---- | ---- | ---- | ---- | ---- | ---- | ---- | ---- | ----- | ---- | ---- |
| Средний суточный максимум, °C                                               | −3,9 | −2,9 | 3,1  | 13,2 | 19,5 | 22,8 | 25,3 | 24,7 | 18,3 | 10,7 | 3,5   | −1,1 | 11,1 |
| Средняя температура, °C                                                     | −6   | −5,4 | −0,5 | 8,4  | 14,8 | 18,5 | 21   | 20,1 | 14,1 | 7,4  | 1,3   | −3   | 7,6  |
| Средний суточный минимум, °C                                                | −8,5 | −8,5 | −4,6 | 2,9  | 9,2  | 13,1 | 15,9 | 15   | 9,8  | 4    | −1    | −5,2 | 3,5  |
| Норма осадков, мм                                                           | 52   | 44   | 48   | 50   | 64   | 71   | 75   | 56   | 58   | 58   | 47    | 49   | 672  |
| Источник: Погода по месяцам c ru.climate-data.org(дата обращения: Май 2021) |      |      |      |      |      |      |      |      |      |      |       |      |      |

## История
В 1891 году открыт Любимовский сахарный завод, который носил название «Коллективист» и был связан железной дорогой широкой колеи со станцией Блохино на линии Курск — Льгов (железнодорожная линия Блохино — Любимовка разобрана).

## Население
| 2002 | 2010  |
| ---- | ----- |
| 1375 | ↘1351 |

## Инфраструктура
Личное подсобное хозяйство с зоной сельскохозяйственного использования, индивидуальная застройка усадебного типа.
Основа экономики — сельское хозяйство.

## Транспорт
Любимовка находится в 5 км от автодороги регионального значения 38К-004 (Дьяконово — Суджа — граница с Украиной), в 6 км от автодороги межмуниципального значения 38Н-080 (38К-004 – Борщень), на автодорогах: 38Н-081 (38Н-080 – Любимовка), 38Н-457 (Любимовка – Долгий) и 38Н-086 (38К-004 – Любимовка – Имени Карла Либкнехта), в 17 км от ближайшей ж/д станции Блохино (линия Льгов I — Курск). В 120 км от аэропорта имени В. Г. Шухова в Белгородe.